# Ханалеи (поселение)
Ханалеи (гав. Hanalei — букв. «создание леев» или также «бухта полумесяца», что может указывать на форму морского залива у Ханалеи) — статистически обособленная местность, расположенная в округе Кауаи, штат Гавайи, США.

## История
В начале XIX века Кауаи входил в сферу российского влияния. В 1815 году немецкий врач и агент Российско-Американской Компании Георг Антон Шеффер прибыл на Гавайские острова для возвращения товаров, захваченных Каумуалии, правителем острова Кауаи. По прибытии он стал участвовать во внутренней политике Гавайев, и Каумуалии рассчитывал с его помощью вернуть свою самостоятельность от короля Камеамеа I, перейдя в подданство Российской империи. Каумуалии подписал «соглашение» о протекторате царя Александра I над Кауаи. С 1817 по 1853 годы Елизаветинская крепость вблизи реки Ваимеа и два других русских форта около Ханалеи являлись частью Русской Америки.

## География
Согласно Бюро переписи населения США статистически обособленная местность Ханалеи имеет общую площадь 2,1 квадратных километров, из которых 1,7 км2 относится к суше и 0,4 км2 или 20,73 % — к водным ресурсам.

## Демография
По данным переписи населения за 2000 год в Ханалеи проживало 478 человек, насчитывалось 193 домашних хозяйства, 115 семей и 303 жилых дома. Средняя плотность населения составляла около 284,4 человек на один квадратный километр. Расовый состав Ханалеи по данным переписи распределился следующим образом: 57 % белых, 18 % — азиатов, 3 % — коренных жителей тихоокеанских островов, 21 % — представителей смешанных рас, <1 % — других народностей. Латиноамериканцы составили 4,81 % населения.
Из 193 домашних хозяйств в 25 % — воспитывали детей в возрасте до 18 лет, 40 % представляли собой совместно проживающие супружеские пары, в 10 % семей женщины проживали без мужей, 40 % не имели семьи. 31 % от общего числа семей на момент переписи жили самостоятельно, при этом 6,2 % составили одинокие пожилые люди в возрасте 65 лет и старше. В среднем домашнее хозяйство ведут 2,48 человек, а средний размер семьи — 3,1 человек.

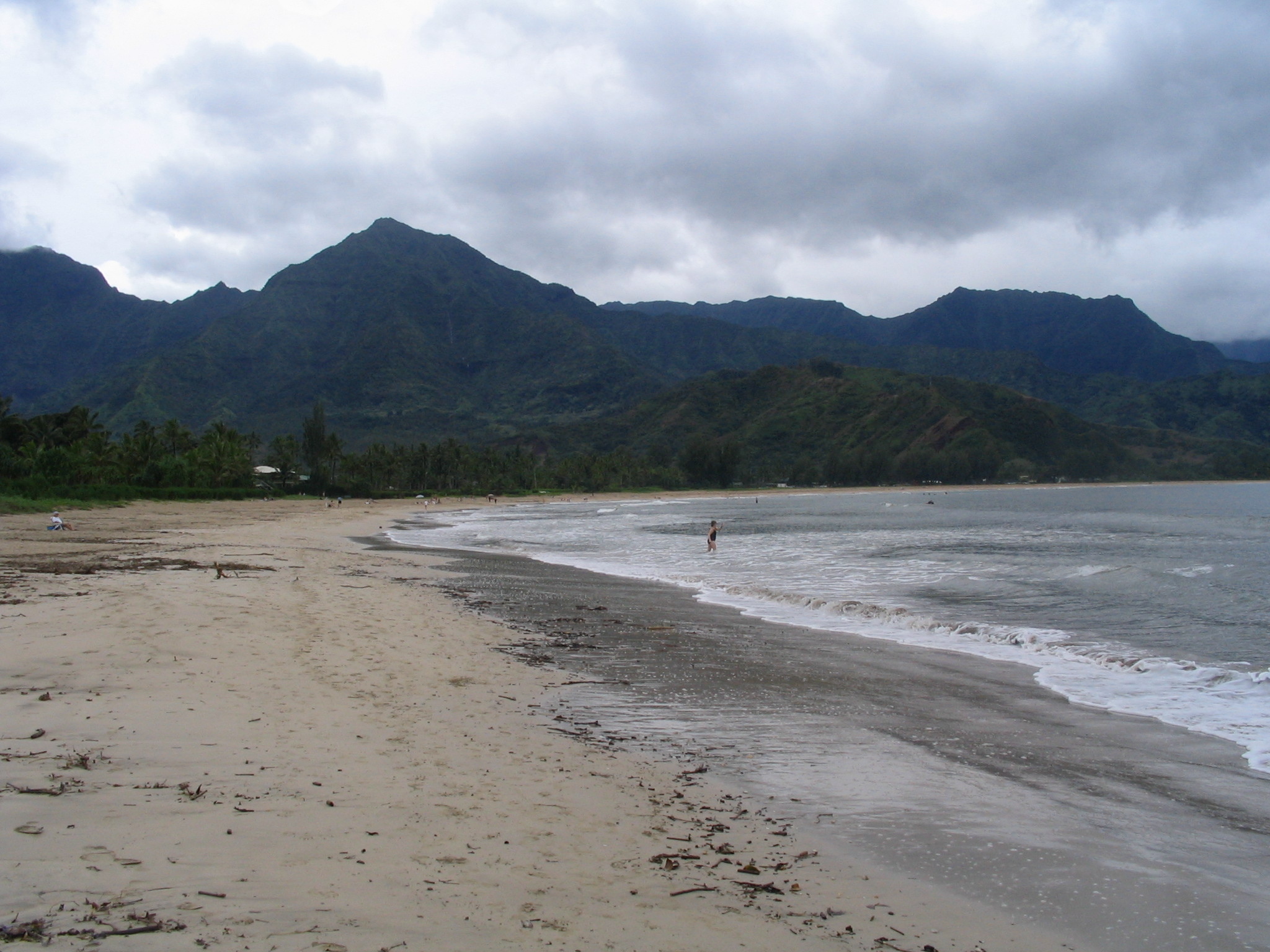
Пляж в заливе Ханалеи

Население Ханалеи по возрастному диапазону (данные переписи 2000 года) распределилось следующим образом: 24 % — жители младше 18 лет, 7 % — между 18 и 24 годами, 27 % — от 25 до 44 лет, 30 % — от 45 до 64 лет и 12 % — в возрасте 65 лет и старше. Средний возраст жителей составил 40 лет. На каждые 100 женщин приходилось 99,2 мужчин, при этом на каждые сто женщин 18 лет и старше приходилось 102,8 мужчин также старше 18 лет.
Средний доход на одно домашнее хозяйство Ханалеи составил 34 375 долларов США, а средний доход на одну семью — 55 750 долларов. При этом мужчины имели средний доход в 31 500 долларов в год против 28 500 долларов среднегодового дохода у женщин. Доход на душу населения составил 21 241 доллар в год. 22 % от всего числа семей в местности и 25 % от всей численности населения находилось на момент переписи за чертой бедности, при этом 33 % из них были моложе 18 лет и отсутствовали в возрасте 65 лет и старше.
В поселении имеется начальная школа.

## Ханалеи в популярной культуре

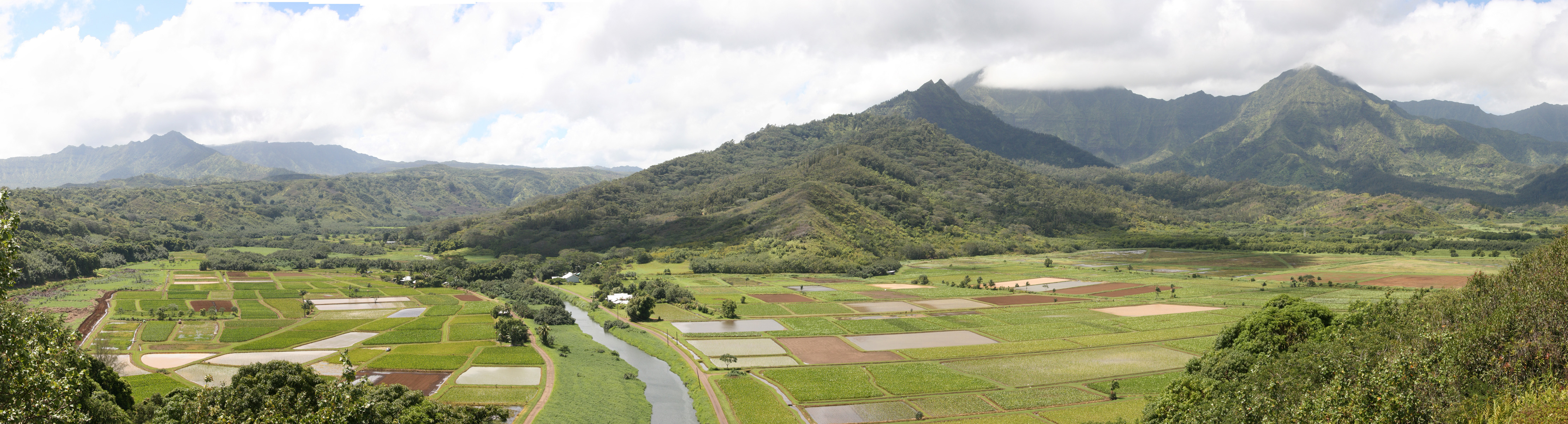
Долина Ханалеи со смотровой площадки возле Принсвилля

Ханалеи служили фоновой площадкой в нескольких фильмах, например фигурировали в музыкальном фильме 1959 года Юг Тихого океана (South Pacific). Сцены из него были сняты как непосредственно в посёлке, так и на пляже Лумахаи (Lumahai Beach) к западу от Ханалеи.
Песня «Puff, the Magic Dragon» («Затяжка, Волшебный Дракон») в исполнении трио «Peter, Paul and Mary» имеет интерпретацию, связанную с Ханалеи, где «Затяжка» — метафора марихуаны, «Хэна Ли» — созвучен названию «Ханалеи», которая славилась своей марихуаной, а «Дракон» — указывает на утёсы со стороны пляжа, которые напоминают дракона. Однако, авторами песни такое толкование их произведения было отвергнуто.
В 2009 году пляж в заливе Ханалеи занял первое место в списке десяти лучших пляжей США, составленном директором лаборатории береговых исследований Флоридского международного университета Стивеном Литерманом (известен как «Доктор Пляж»).
Ханалеи были упомянуты в сериале «Твин Пикс», как место жительства городского психиатра и его жены.